# 宮内温泉
宮内温泉（ぐうないおんせん）は、北海道島牧郡島牧村にある温泉。

## 泉質
- ナトリウム・炭酸水素塩 - 硫酸塩泉（中性低張性高温泉、旧泉質名：含芒硝重曹泉）
  - 源泉温度 : 48.8度
  - 湧出量 : 3000リットル/分
  - PH : 7.2
  - 知覚症状 : 無色透明、微弱塩味。
  - 湧出状況 : 自噴
  - 蒸発残留物 : 970mg/kg

湯は無色透明ではあるが、湯の花の酸化鉄で赤茶けて見える。湯量が豊富で源泉掛け流し。飲泉可。

## 温泉施設
有限会社宮内温泉が経営する一軒宿、「宮内温泉旅館」があり、宿泊、日帰り入浴が可能。内湯、露天風呂を備えている。湯治場の雰囲気を残す温泉地である。
周辺には泊川渓谷、大平山があり、アウトドア好きにも楽しめる。

### 所在地
- 北海道島牧郡島牧村字泊431

## 歴史
- 1850年頃（安政年間） - 発見される。
- 1945年（昭和20年） - 有限会社宮内温泉設立。
- 1970年（昭和45年） - ゾウの花子が湯治に訪れる。
- 1975年（昭和50年） - ゾウの花子が湯治を終える。

## アクセス
- 車 : 国道229号線を島牧村泊から、北海道道836号島牧美利河線へ入り約4km。

## ゾウの花子
宮内温泉はゾウの花子が湯治に来たことで知られる。花子は1964年にタイのバンコクから、日本の子どもたちにと京都市動物園に贈られたもの。その後、1966年に円山動物園に移り、1967年の開園と同時に旭山動物園にやってきた。しかし、越冬中にくる病にかかり、左後足が湾曲し立てなくなったため、展示することができないと判断、安楽死させるべく1968年に札幌市真駒内の開拓地に住んでいた北海剥製標本社の信田修治郎に売却された。
当初は薬殺し、標本を北海道大学に納めるつもりだったが、病気を治してやることができると考えた信田が面倒を見ているうちに、再び立ち歩けるようになった。その話がマスコミを通じて全国に広まり、日本中の子どもたちのアイドル的存在になった。「ゾウの花子の会」という全国組織までできるほどだった。
しかし、1970年、旭川冬祭りに出演した際に骨折症状が出てしまい、再び立てなくなった。そのため、その年の8月から長万部町の二股ラヂウム温泉で湯治をすることとなった。しかし、冬期間には閉鎖されるため、11月に宮内温泉に移った。島牧村では村をあげて花子を歓迎し、宮内温泉に浴槽付きの「花子のおやど」という小屋を建てて長期に渡って面倒を見ることとなった。花子は7時から健康診断、10時に食事、16時まで歩く練習をして就寝するという毎日を送っていた。宮内温泉の滞在期間中には、「ゾウの花子の会」の招きでパラグアイ大使一家、茨城県議会一行が訪れるなど、かなりの人気を誇っていたらしい。関東地区花子後援会の会長は当時衆議院議員の三ツ林弥太郎。また、1972年には偶然宮内温泉を訪れた笹川良一が花子を見て感嘆、日本顕彰会から信田が社会福祉貢献者として表彰された。
1975年、花子は宮内温泉を離れ、その後は本州を旅して回ったらしい。1980年、花子は募金で集まったお金を元に飼主の信田とともにパラグアイに移住し、そこで一生を終えた。パラグアイでも人気があったらしく、パラグアイ日経ジャーナル創刊号は「花子南米の大地を歩け-念願のパラグアイ移住-日本の子どもたちの夢と希望を背にして-」という記事を表紙で取り上げている。
なお、旅館入口前の右側のスペースに花子の住んでいた小屋があったが、現在は残っていない。また、宮内温泉で湯治をしている頃までは、信田が花子についての著作を3作発表していた（北苑社『花子との対話-狩場の山ふところで-』(1973年)など）。